# Yoboki
Yoboki est une ville de la république de Djibouti située dans l'ouest du pays. Elle fait partie de la région de Dikhil. Elle se situe à environ 100 kilomètres de la capitale et à environ 40 kilomètres au nord-ouest de la préfecture de région.

## Histoire
Yoboki est à l'origine un poste militaire, construit entre juillet et novembre 1947 à l'emplacement d'un puits. Il devient en octobre le chef-lieu d'une sous-circonscription administrative, appelée poste, à la place de Dawano.

C'est à cet endroit qu'a eu lieu, en 1933, la première rencontre entre des militaires français, qui commençaient à occuper le territoire, et des représentants du «sultan» de l'Awsa, Mahámmad Yayyó.